# Transductor electromecánico
El transductor electromecánico es un tipo de transductor que transforma electricidad en energía mecánica, o viceversa.
Un ejemplo puede ser cuando una bocina captora recoge las ondas sonoras y las convierte en energía, o cuando la cápsula fonocaptora de un tocadiscos produce corrientes oscilantes producto de las vibraciones recogidas por la púa, y también cuando un generador de energía es movido por una fuerza motriz (que es generalmente natural como las corrientes de agua o vientos), este entonces transforma esa energía mecánica en energía eléctrica.
Estas variaciones resultantes (ya sean eléctricas o magnéticas, dependiendo de la naturaleza del transductor), proporcionan (mediante un nuevo proceso de transducción) energía mecánica necesaria como para hacer girar un motor eléctrico o producir el movimiento de la aguja encargada de trazar el surco sobre el disco o cilindro durante el proceso de grabación mecánica analógica.
Algunos llaman transductor a los sensores de distancia de los taxímetros, también utilizados en los vehículos nuevos para medir la velocidad. Este nombre es incorrecto por dos motivos:
1. La finalidad no es la conversión de la energía, sino la recepción de las señales, por eso se le llama sensor.
2. Realmente no transforman la energía mecánica, sino que captan el movimiento por medio de otros métodos.